# Slad
Slad is een dorpje in het graafschap Gloucestershire in Engeland, gelegen in de Sladvallei. Slad ligt ongeveer drie kilometer verwijderd van het stadje Stroud.
Slad is bekend als het dorp waar de Engelse auteur Laurie Lee opgroeide. Laurie Lee baseerde zijn boek Cider with Rosie op zijn leven in het dorpje.